# Protocol de transferència de fitxers
El protocol de transferència de fitxers o FTP (de l'anglès File Transfer Protocol) és un programari estandarditzat per enviar fitxers entre ordinadors amb qualsevol sistema operatiu. Forma part de la capa d'aplicació del model TCP/IP. El protocol l'ha estandarditzat l'associació Internet Engineering Task Force, en el RFC 0959
L'FTP és un protocol client-servidor de 8 bits, que pot gestionar qualsevol tipus de fitxer sense processar-los. Malauradament, es tracta d'un protocol amb un llarg temps de latència. Es pot utilitzar directament des d'un terminal de sistema operatiu, tot i que existeixen gran quantitat de clients gràfics. Hi ha molts servidors FTP arreu d'Internet, als quals es pot accedir de manera anònima, utilitzant l'usuari anonymous, i la contrasenya buida.
Els servidors l'acostumen a utilitzar sobre els ports 20 i 21. El port 20 envia el flux de dades entre client i servidor, mentre que el port 21 s'encarrega de transportar el flux de control i les ordres. Quan s'està enviant informació pel canal de dades (port 20), el canal de control es queda pausat, fet que pot provocar problemes amb transferències de fitxers molt grans. Això és degut al fet que certs tallafocs donen per fet que ha passat massa temps des de l'última comanda i tanquen la connexió. Altres dels seus desavantatges principals són que les contrasenyes viatgen sense xifrar i que s'utilitzen moltes sessions TCP/IP per a gestionar cadascuna de les seves funcionalitats.
Guia de comandes FTP:
Per a gestionar el FTP podem utilitzar aquestes ordres:
open servidor-->Inicia una connexió amb un servidor FTP.
close o disconnect-->Finalitza una connexió FTP sense tancar el programa client.
bye o quit-->Finalitza una connexió FTP i la sessió de treball amb el programa client.
cd directori-->Canvia el directori de treball al servidor.
delete arxiu-->Esborra un arxiu al servidor
mdelete patró-->Esborra múltiples arxius basat en un patró que s'aplica al nom.
dir-->Mostra el contingut del directori en el qual estem en el servidor.
get arxiu-->Obté un archiu
noop No Operation-->Se li comunica al servidor que el client està en mode de no operació, el servidor usualment respon amb un «ZZZ» i refresca el comptador de temps inactiu de l'usuari.
mget arxius-->Obté múltiples arxius
hash-->Activa la impressió de caràcters # a mesura que es transfereixen arxius, a manera de barra de progrés.
lcd directori-->Canvia el directori de treball local.
ls-->Mostra el contingut del directori en el servidor.
prompt-->Activa / desactiva la confirmació per part de l'usuari de l'execució d'ordres. Per exemple a l'esborrar múltiples arxius.
put arxiu-->Envia un arxiu al directori actiu del servidor.
mput arxius-->Envia múltiples arxius.
pwd-->Mostra el directori actiu en el servidor.
rename arxiu-->Canvia el nom a un arxiu al servidor.
rmdir directori-->Elimina un directori en el servidor si aquest directori està buit.
status-->Mostra l'estat actual de la connexió.
bin o binary-->Activa el mode de transferència binari.
ascii-->Activa el mode de transferència en mode text ASCII.
!-->Permet sortir a línia d'ordres temporalment sense tallar la connexió. Per tornar, teclejar exit en la línia d'ordres.
? nom de la comanda-->Mostra la informació relativa a la comanda.
? o help-->Mostra una llista dels comandaments disponibles.
append nom de l'arxiu-->Continua una descàrrega que s'ha tallat prèviament.
bell-->Activa / desactiva la reproducció d'un so quan ha acabat qualsevol procés de transferència d'arxius.
glob-->Activa / desactiva la visualització de noms llargs del nostre PC.
literal-->Amb aquesta ordre es poden executar comandaments del servidor de manera remota. Per saber els disponibles s'utilitza: literal help.
mkdir-->Crea el directori indicat de forma remota.
quote-->Fa la mateixa funció que literal.
send nom de l'arxiu-->Envia l'arxiu indicat al directori actiu del servidor.
user-->Per canviar el nostre nom d'usuari i contrasenya sense necessitat de sortir de la sessió ftp.